# منقذ (اسم)
منقذ هو اسم علم مذكر من أصل عربي، ومعناه هو من الفعل أنقذ، المخلص المنجي.

## شخصيات تحمل الاسم
- منقذ السريع (1962 – )
- منقذ السقار (دكتور وعالم في مجال مقارنة الأديان، 1967 – )
- منقذ العقاد
- منقذ العلي (مذيع رياضي سوري، 23 مارس 1962 – 26 مايو 2015)
- منقذ عدي (22 يناير 1997 – )

## وصلات خارجية
- موسوعة السلطان قابوس لأسماء العرب